# Лімб (астрономія)
Лімб (лат. limbus — рубіж, край, межа) — видимий край диска небесного тіла. Розрізняють такі різновиди лімба:
- Геометричний лімб — геометричне місце точок дотику поверхні тіла й геометричних променів, проведених від спостерігача. Еквівалентно може бути визначений як лінія дотику поверхні тіла з конусом, у вершині якого знаходиться спостерігач. Для сферичного небесного тіла є малим колом, зміщеним від центру тіла в напрямку спостерігача через проєкційний ефект.
- Ортографічний лімб — геометричне місце точок дотику поверхні тіла і прямих, паралельних напрямку від спостерігача на центр тіла. Еквівалентно може бути визначений як лінія дотику поверхні тіла з циліндром, вісь якого проходить від спостерігача до центру тіла. Для сферичного небесного тіла є великим колом, яке проходить через центр тіла перпендикулярно до напрямку на спостерігача.
- Рефракційний лімб — геометричне місце точок дотику поверхні тіла й оптичних променів, які йдуть від спостерігача й заломлюються в атмосфері небесного тіла. Для тіл з атмосферою рефракційний лімб зміщений відносно геометричного лімба в напрямку від спостерігача.